# Pnice

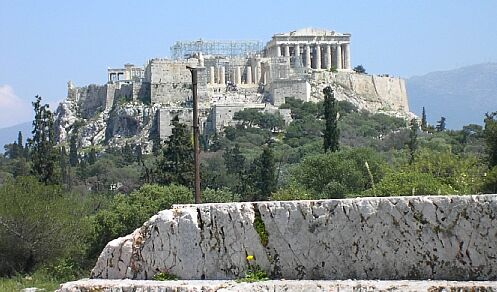
La piattaforma degli oratori nella Pnice, con l'Acropoli sullo sfondo

La Pnice (in greco antico: Πνύξ?, Pnýx; in greco Πνύκα?) è una collina di Atene, situata a ovest dell'acropoli a strapiombo sull'antica agorà. È circondata dalla collina delle ninfe e da quella delle Muse.

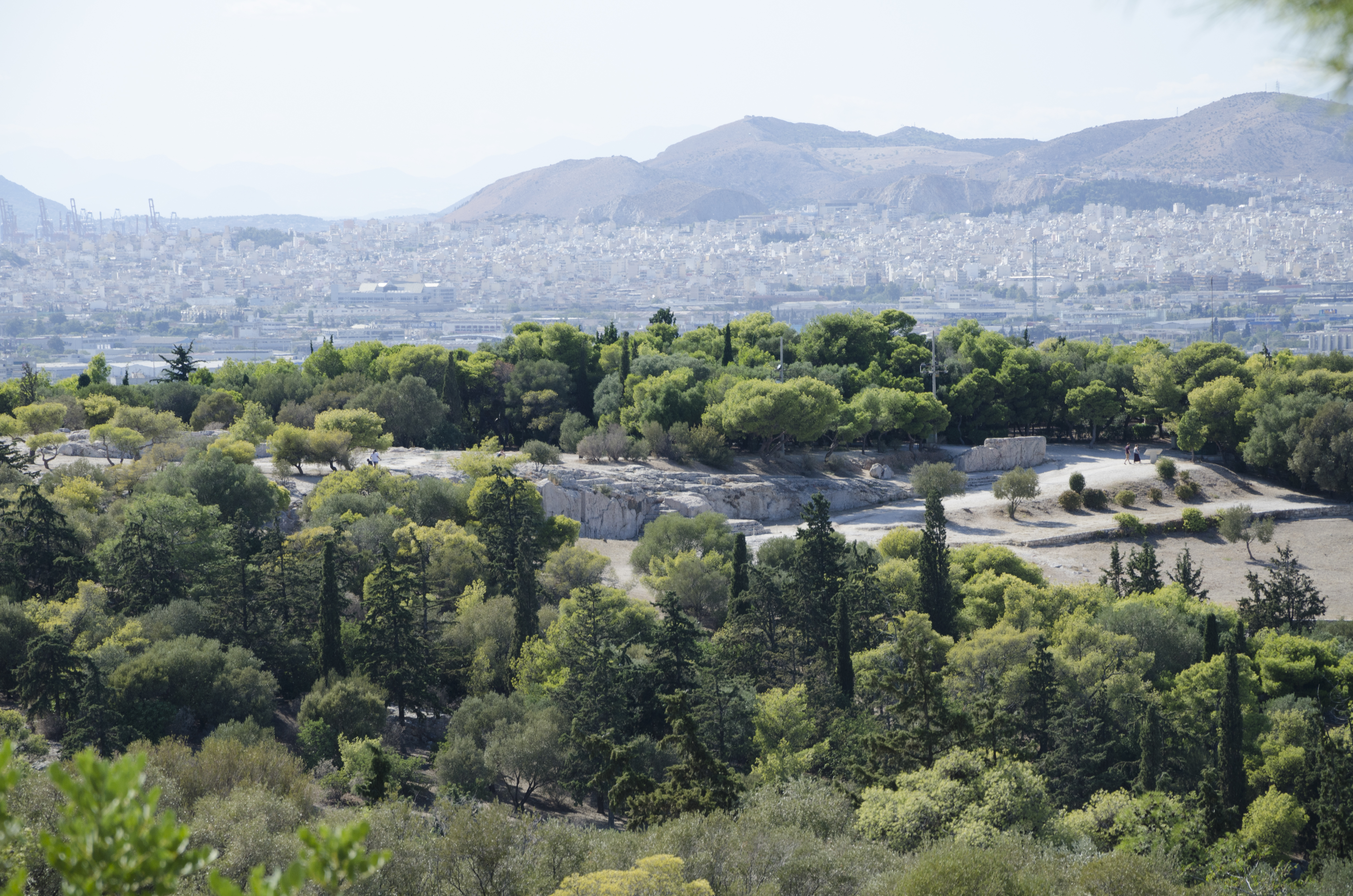
La Pnice vista dall'Acropoli

Nell'antichità, era la sede dell'ecclesia, l'assemblea dei cittadini ateniesi, mentre le procedure per l'ostracismo avevano luogo sull'agorà. Le esplorazioni archeologiche del sito hanno permesso di comprendere che la struttura che accoglie l'ecclesia è stata oggetto di tre grandi fasi costruttive.